# Slag bij Columbus
De Slag bij Columbus vond plaats op 16 april 1865 nabij Columbus, Georgia tijdens de Amerikaanse Burgeroorlog. Het wordt beschouwd als een van de laatste slagen van het conflict.

## Achtergrond

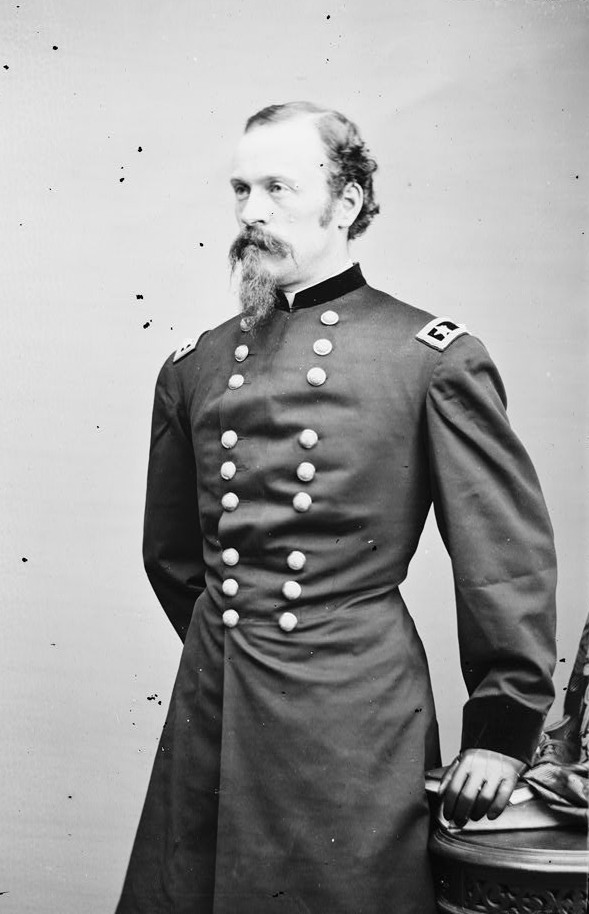
Noordelijke generaal-majoor James H. Wilson

Na de Noordelijke overwinning bij Nashville (15 december – 16 december 1864) gaf de Noordelijke generaal George H. Thomas het bevel aan James H. Wilson om in het diepe Zuiden de laatste bevoorradingspunten zoals Selma, Alabama en Columbus, Georgia te vernietigen.
Op 22 maart 1865 vertrok Wilson met twee cavaleriedivisies (ongeveer 13.500 soldaten) vanuit Gravelly Springs. Zijn eerste doel was Selma, een belangrijk bevoorradingspunt en industriestad. De Slag bij Selma vond plaats op 2 april 1865 waarbij Wilson het moest opnemen tegen de vindingrijke Zuidelijke generaal Nathan Bedford Forrest. Op diezelfde dag viel de Zuidelijke hoofdstad Richmond in de handen van Ulysses S. Grant. Na verwoede gevechten viel Selma in Noordelijke handen tegen 19.00u.
Op 9 april 1865 gaf generaal Robert E. Lee zich over aan Grant bij Appomattox Court House. Het leger van de Zuidelijke generaal Joseph E. Johnston gaf het echter nog niet op. Door de slechte staat van de telegraaflijnen en de communicatie in het algemeen tijdens de laatste weken van de oorlog, was Wilson niet op de hoogte van de val van Richmond en de overgave van het Army of Northern Virginia. Hij volgde zijn bevelen op zoals voorzien. Op 12 april 1865 marcheerde Wilson Montgomery, Alabama binnen zonder noemenswaardig verzet. Het volgend doelwit van Wilson was de industriestad Columbus in Georgia. Het was het laatste bevoorradingspunt van het Zuiden. Op 14 april werd president Abraham Lincoln doodgeschoten. Hij overleed de volgende ochtend.

## De Zuidelijke voorbereidingen in Columbus

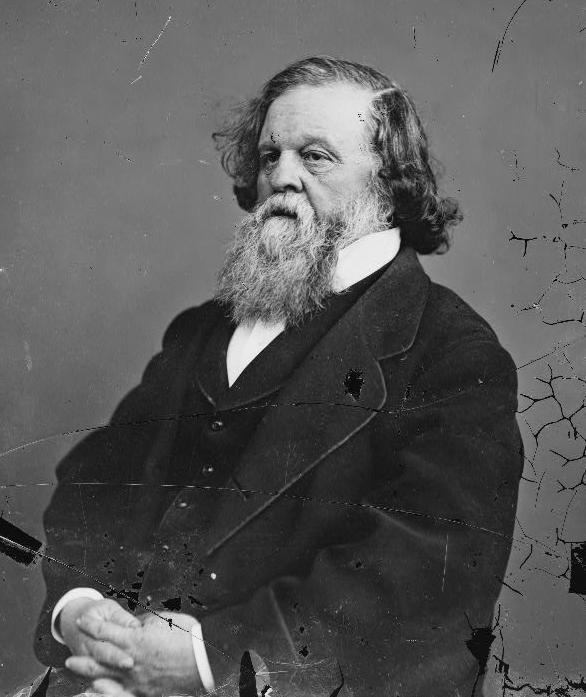
Generaal-majoor Howell Cobb

De Zuidelijken wisten dat Wilson en zijn 13.000 soldaten op weg waren om hun stad op te eisen voor het Noorden. De Zuidelijke generaal-majoor Howell Cobb was verantwoordelijk voor de verdediging van de stad. Hij had 3.500 manschappen onder zijn bevel. Enkele waren veteranen. De meerderheid waren reserve-eenheden en burgers.
Cobb opteerde ervoor om de stad, die langs de Chattahoocheerivier lag, te verdedigen aan de zijde van de staat Alabama. Zijn manschappen bouwden een versterkte linie bestaande uit loopgraven, aarden wallen en aarden forten langs en op de gelegen terreinen bij Columbus. De sleutel tot hun verdediging waren twee overdekte bruggen die de twee oevers met elkaar verbonden. De basis van de bruggen werden verpakt in katoenbalen die werden doordrenkt met terpentijn om de bruggen in uiterste nood in brand te steken.

## De slag
In de vroege namiddag op 16 april 1865 arriveerden Wilson cavaleristen voor Columbus. De schermutselingen begonnen vrijwel meteen. Wilson stuurde een detachement in noordelijke richting naar West Point, Georgia om de rivier aldaar over te steken. Daar botste het detachement op een lokaal garnizoen. De confrontatie werd de Slag bij West Point.
Rond 14.00u voerde de divisie van de Noordelijke generaal Emory Upton een aanval uit op de zuidelijke brug. Het initieel verzet was verwaarloosbaar. Het leek erop dat de Noordelijken Columbus even gemakkelijk zouden kunnen innemen zoals Montgomery. Het bleek echter een val te zijn. De Zuidelijken namen planken weg waardoor de terugtocht van de Noordelijken onmogelijk werd. De brug zou in brand gestoken worden met de Noordelijke soldaten erop. Uptons soldaten slaagden erin om op tijd te ontsnappen.

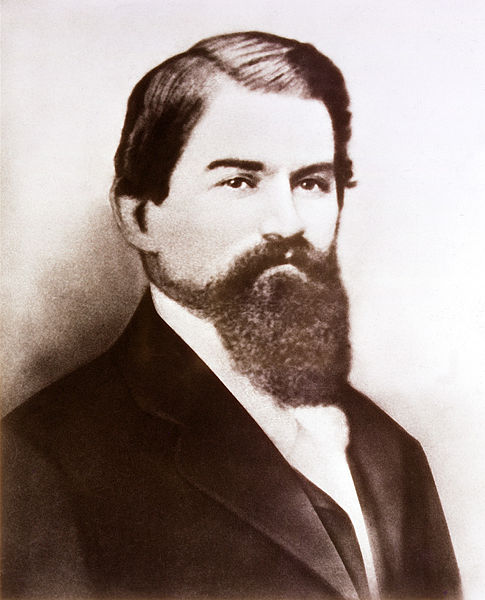
Zuidelijke luitenant-kolonel John Stith Pemberton raakte gewond tijdens de slag. Deze wonde lag deels aan de oorsprong van Pembertons formule voor Coca-Cola.

Wilson concentreerde zijn acties nu op de andere brug. Hij plande een aanval op de brug om 20.00u. Deze zou worden aangevoerd door de 3rd en 4th Iowa Cavalry onder leiding van generaal Edward Francis Winslow. Er volgde een harde strijd. Rond 22.00u stortte de Zuidelijke verdediging in elkaar. De restanten probeerden de brug over te vluchten.  Winslow zette de achtervolging in. Het ontaardde in een echte race om als eerste de overzijde van de brug te bereiken. Generaal Robert Toombs die zijn sporen had verdiend in de Slag bij Antietam had het bevel over twee Zuidelijke kanonnen die de ander zijde van de brug beschermde. De kanonnen waren gevuld met schrapnel en zou dood en verderf zaaien in de soldaten die de brug overstaken. Toombs wist echter dat de aanstormende soldaten zowel vriend als vijand was en weigerde om het vuur te openen. Rond 23.00u was de brug in Noordelijke handen.

## Gevolgen
De volgende ochtend op 17 april 1865 gaf Wilson het bevel tot de vernietiging van alles wat van nut kon zijn voor de Zuidelijken. Ook de lokale scheepswerven gingen in vlammen op. Het totaal aantal slachtoffers wordt op ongeveer 140 geschat.

## Aanbevolen lectuur
- “Columbus, Georgia, 1865: The Last True Battle of the Civil War, by Charles A. Misulia, 2010, published by the University of Alabama Press
- Richard Gardiner, "The Last Battle of the Civil War and Its Preservation," Journal of America's Military Past XXXVIII (Summer 2013), 5-22.
- Charles Jewett Swift, "The Last Battle of the Civil War at Columbus, Georgia," Journal of the Military Service Institution, Vol. 56, 359.
- Yankee Blitzkrieg: Wilson's Raid Through Alabama and Georgia